# Juliformia
Juliformia trata-se de uma superordem (nível hierárquico taxonômico) de artrópodes miriápodes conhecidos como piolhos-de-cobra, que inclui 3 ordens viventes destes animais: Julida, Spirobolida e Spirostreptida; também inclui o grupo fóssil extinto Xyloiuloidea.

## Morfologia Geral
Como tantos outros miriápodos piolhos-de-cobra, estes animais apresentam longos corpos cilídricos compostos por séries de placas de exoesqueleto (denominados de escleritos) subdivididos em 4 pedaços: ventral , laterais e dorsal, que fundem-se, cada um, formando um anel completo. Como demais diplópodes, apresentam dois pares de pernas relativamente curtos sob cada um destes segmentos (chamados de diplosegmentos), motivo pelos quais são por vezes chamados de milípedes, ou mil-pés. Apresentam um par de antenas, como em outras ordens, mas no entanto destacam-se por não apresentarem órgãos de Tömösváry; o primeiro segmento logo atrás da cabeça forma um grande collum que recobre a face posterior da cabeça. Os machos apresentam dois pares de gonopóros no 8o e 9o par de pernas modificado, sendo que em Julida e Spirobolida são os gonóporos posteriores (i.e, do nono par) que costumam ser usados para transferir o espermatóforo, enquanto que em Spirostreptida trata-se do par anterior de gonopodos (ou seja, o oitavo par) que é normalmente usado. 
Uma das principais características desta superodem, os gongolos da superordem Juliformis apresentam glândulas repugnatórias em todos os segmentos do tronco, exceto pelos finais.

## Ecologia
Os piolhos-de-cobra da superordem Juliformia são conhecidos como "gongolos-quinonas", pois são os únicos que parecem produzir esta classe de compostos químicos em grande quantidade, quando ameaçados.

## Taxonomia
Condidera-se Xyloiuloidea como a superfamília extinta dentro de Juliformia, sendo conhecida do baixo Devoniano e Pennsylvaniano Superoir, incluindo quatro famílias e diversos gêneros de gongolos fósseis. Antes, o grupo era considerado uma subordem de Spirobolida. 